# Bugula longirostrata
Bugula longirostrata är en mossdjursart som beskrevs av Robertson 1905. Bugula longirostrata ingår i släktet Bugula och familjen Bugulidae. Inga underarter finns listade i Catalogue of Life.